# La Grassa
|  | Per a altres significats, vegeu «Grassa». |

La Grassa (en occità original: la Grassa; en francès: Lagrasse) és un municipi francès al districte de Carcassona del departament de l'Aude, dins la regió administrativa d'Occitània. És cap del cantó de Lagrasse. Aquest municipi pertany a l'associació Els pobles més bonics de França.
El poble de la Grassa és a les Corberes, al fons d'una vall travessada pel riu d'Orbiu. Aquesta regió es caracteritza pels turons coberts de pinedes i vegetació mediterrània. En alguns vessants es conrea vinya.

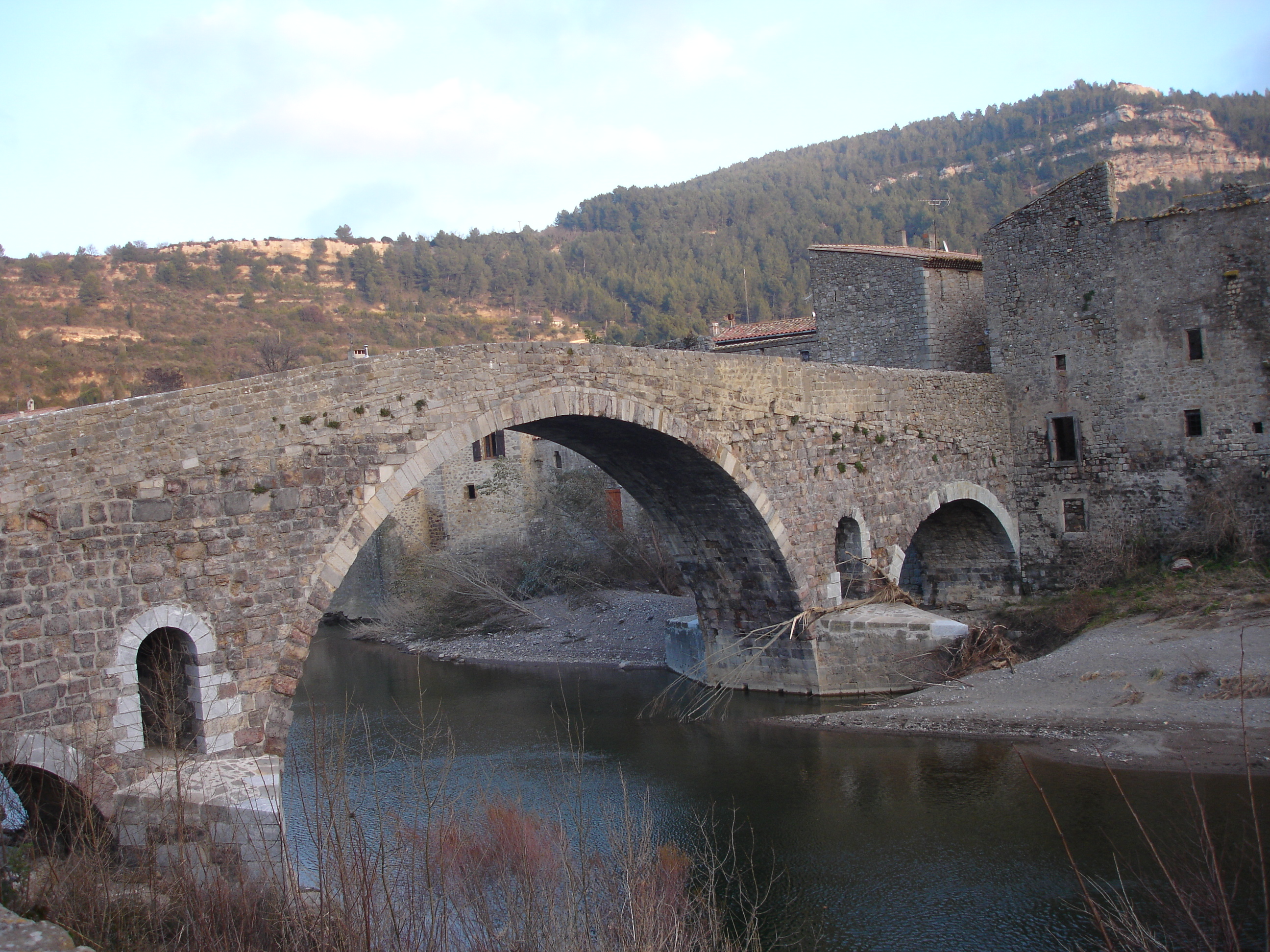
El pont Vell

De la Grassa destaquen el nucli medieval: muralles, carrerons estrets, mercat cobert, l'abadia de Santa Maria de la Grassa a la riba de l'Orbieu enfront del poble; el pont Vell, datat el 1303 i refet els segles XVII i xix; l'església de Sant Miquel, d'estil gòtic; i les ruïnes del priorat de Sant Miquel de Nausa a la muntanya d'Alaric.
El novel·lista català contemporani Jaume Cabré fa diverses referències a La Grassa i al seu monestir medieval en la seva novel·la del 2011 Jo confesso.
| 1962 | 1968 | 1975 | 1982 | 1990 | 1999 |
| ---- | ---- | ---- | ---- | ---- | ---- |
| 622  | 665  | 623  | 696  | 704  | 615  |